# Нуферу (комуна)
Нуферу, Переяславець на Дунаї[джерело?] (рум. Nufăru) — комуна у повіті Тулча в Румунії. До складу комуни входять такі села (дані про населення за 2002 рік):
- Ілганій-де-Жос (164 особи)
- Вікторія (187 осіб)
- Малкоч (1014 осіб)
- Нуферу (1062 особи)

Комуна розташована на відстані 236 км на схід від Бухареста, 9 км на схід від Тулчі, 110 км на північ від Констанци, 76 км на південний схід від Галаца.

## Історія
Нуферу (Переяславець на Дунаї) — село у повіті Тулча в Румунії. Входить до складу комуни Нуферу.
Історичне місто на території сучасної Румунії, у межах історичної області Добруджа, яке стало столицею князя Святослава Ігоровича під час його походу 967—968 років проти Болгарського царства. За виразом Святослава у «Переяславці на Дунаї», була «середина» його землі. Це місто повинне було стати столицею величезної слов'янської держави.
Місто розташоване в східному румунському повіті Тульчі, за 10 км на південний схід від її центра над Георгіївським гирлом Дунаю. Археологічні знахідки пагорбів села Нуферу свідчать про руське місто.
Стара назва села Пріслав була змінена в 1968 році комуністичною владою Румунії, що проводила політику деслов'янизації Румунії.
Переяславець на Дунаї — історичне місто на території сучасної Румунії, у межах історичної області Добруджа, яке стало столицею князя Святослава Ігоровича під час його походу 967–968 років проти Болгарського царства. За виразом Святослава у «Переяславці на Дунаї», була «середина» його землі. Це місто повинне було стати столицею величезної слов'янської держави.

Μικρᾶ Πρεσθλάβα. Болгарський історик Васил Н. Златарскі визначав місцезнаходження Переяславця на Дунаї в Добруджі, нижче за течією від румунського міста Чернавода. Торговий річковий порт Преславец придбав популярність і значення торгового центру лише в XI столітті, часу створення перших руських літописів.
Літописець XI ст. напише: «яко ту вся благая сходятся: от Грек злато, поволоки, вина и овощеве разноличныя, из Чех же, из Угор сребро и комони, из Руси же скора и воск, мед и челядь» (Полное собрание русских летописей. М., 1965. Т. 17. Стб. 67).

## Населення
За даними перепису населення 2002 року у комуні проживали 2427 осіб.
Національний склад населення комуни:
| Національність   | Кількість осіб | Відсоток |
| ---------------- | -------------- | -------- |
| румуни           | 2413           | 99,4 %   |
| українці         | 4              | 0,2 %    |
| росіяни-липовани | 4              | 0,2 %    |
| угорці           | 3              | 0,1 %    |
| німці            | 3              | 0,1 %    |

Рідною мовою назвали:
| Мова      | Кількість осіб | Відсоток |
| --------- | -------------- | -------- |
| румунська | 2421           | 99,8 %   |
| німецька  | 3              | 0,1 %    |
| російська | 2              | 0,1 %    |
| угорська  | 1              | < 0,1 %  |

Склад населення комуни за віросповіданням:
| Релігія        | Кількість осіб | Відсоток |
| -------------- | -------------- | -------- |
| православні    | 2381           | 98,1 %   |
| римо-католики  | 33             | 1,4 %    |
| старообрядці   | 5              | 0,2 %    |
| не релігійні   | 3              | 0,1 %    |
| греко-католики | 2              | 0,1 %    |
| баптисти       | 2              | 0,1 %    |
| бретрени       | 1              | < 0,1 %  |